# Ратси, Калвин
Калвин Оуэн Харм Ратси (нидерл. Calvin Owen Harm Raatsie; родился 9 февраля 2002 года, Пюрмеренд, Нидерланды) — нидерландский футболист, вратарь клуба «Эксельсиор».

## Клубная карьера
Ратси — воспитанник клубов «РКАВ Волендам» и «Аякс».
27 мая 2022 года подписал трёхлетний контракт с клубом «Утрехт».
В январе 2024 года до конца сезона 2023/24 перешёл на правах аренды в клуб «Рода».
16 июля 2024 года перешёл в роттердамский «Эксельсиор», подписав трёхлетний контракт до середины 2027 года.

## Международная карьера
В 2019 году в составе юношеской сборной Нидерландов Ратси выиграл юношеский чемпионат Европы в Ирландии. На турнире он сыграл в матчах против команд Бельгии, Испании, Италии, Швеции и Англии.

## Достижения
Нидерланды (до 17)
- Юношеский чемпионат Европы — 2019